# Гаврило (име)
Гаврило је мушко име изведено од хебрејског имена Габријел (хебрејски:  גַבְרִיאֵל „gabriel“) у значењу „Бог је моја снага“. Даје се по библијском арханђелу Гаврилу.

## Историјат
Ово је име библијског архангела Гаврила, другог од седморице арханђела, који преноси божје речи смртницима. Из јудаизма је овај арханђел прешао у хришћанство, па се тако и раширило међу хришћанским народима.

## Популарност
Ово име је било на 97. месту по популарности у Србији у периоду од 2003. до 2005.

## Изведена имена
Од овог имена изведена су имена Гавра, Гаврила, Гаврилка, Гавро, Гага и Гиле. Име је преузео и ислам и у арапској варијанти гласи Габраил, односно Џебраил.